# 長崎県の廃止市町村一覧
長崎県の廃止市町村一覧（ながさきけんのはいししちょうそんいちらん）は、長崎県における市制・町村制施行（1889年4月1日）後に、市町村合併や他の自治体に統合されることなどにより廃止した市町村の一覧である。単なる名称の変更は対象としない。
- 町村が「町制」・「市制」を施行し町・市となるケース
  - 「市町村」以外の表記名を変更しなかった自治体は一覧に含まれない。（例：長与村 → 長与町）
  - 町制・市制を施行した際に名称を変更した場合も一覧に含まれない。（例：香椎村 → 勝本町）
- 市町村が名称変更した場合は一覧に含まれない。
- 所属郡が変更になった場合は一覧に含まれない。
- 市町村合併で廃止した市町村のケース
  - 編入合併した場合の、存続市町村は廃止に当たらないので一覧に含まれない。
  - 編入合併した場合の、廃止した市町村は一覧に含まれる。
  - 新設合併した場合の、廃止した市町村は一覧に含まれる。
  - 新設合併した場合の、名称が残った市町村も一覧に含まれる。（例：旧・諫早市 → 新・諫早市）
- 分割や分立をしたケース
  - 分割で廃止した市町村は一覧に含まれる。
  - 分立で存続した市町村は一覧に含まれない。（深堀村から香焼村が分立。深堀村は存続）

## 1899年以前
- 1898年（明治31年）
  - 10月1日
    - 西彼杵郡下長崎村 - 長崎市に編入のため
    - 西彼杵郡戸町村 - 長崎市、西彼杵郡小ヶ倉村に分割編入のため
    - 西彼杵郡淵村 - 分割し、西彼杵郡小榊村新設・長崎市、西彼杵郡浦上山里村に編入のため

## 1900年～1919年
- 1912年（明治45年）
  - 4月1日
    - 下県郡与良村 - 分割し、下県郡久田村、豆酘村新設のため

## 1920年～1929年
- 1920年（大正9年）
  - 10月1日
    - 西彼杵郡上長崎村 - 長崎市に編入のため
    - 西彼杵郡浦上山里村 - 同上
- 1923年（大正12年）
  - 4月1日
    - 北高来郡（旧）諫早町 - 北高来郡諫早町新設のため
    - 北高来郡北諫早村 - 同上
    - 北高来郡諫早村 - 同上
- 1924年（大正13年）
  - 4月1日
    - 南高来郡（旧）島原町 - 南高来郡島原町新設のため
    - 南高来郡島原村 - 同上
    - 南高来郡湊町 - 同上
- 1925年（大正14年）
  - 4月1日
    - 東彼杵郡（旧）大村町 - 東彼杵郡大村町新設のため
    - 東彼杵郡大村 - 同上
    - 北松浦郡（旧）平戸町 - 北松浦郡平戸町新設のため
    - 北松浦郡平戸村 - 同上
    - 北松浦郡笛吹村 - 北松浦郡小値賀村新設のため
    - 北松浦郡柳村 - 同上
    - 北松浦郡前方村 - 同上

  - 7月1日
    - 南高来郡古部村 - 南高来郡大正村新設のため
    - 南高来郡伊福村 - 同上
- 1927年（昭和2年）
  - 4月1日
    - 東彼杵郡日宇村 - 佐世保市に編入のため
    - 東彼杵郡佐世村 - 同上
    - 東彼杵郡広田村 - 東彼杵郡早岐町に編入のため

## 1930年～1939年
- 1932年（昭和7年）
  - 4月1日
    - 下県郡竹敷村 - 下県郡鶏知村に編入のため
- 1938年（昭和13年）
  - 4月1日
    - 西彼杵郡西浦上村 - 長崎市に編入のため
    - 西彼杵郡小ヶ倉村 - 同上
    - 西彼杵郡土井首村 - 同上
    - 西彼杵郡小榊村 - 同上
    - 北松浦郡相浦町 - 佐世保市に編入のため
- 1939年（昭和14年）
  - 11月3日
    - 東彼杵郡（旧）大村町 - 東彼杵郡大村町新設のため
    - 東彼杵郡西大村 - 同上
    - 東彼杵郡竹松村 - 同上

## 1940年～1949年
- 1940年（昭和15年）
  - 4月1日
    - 南高来郡島原町 - 島原市新設のため
    - 南高来郡安中村 - 同上
    - 南高来郡杉谷村 - 同上

  - 9月1日
    - 北高来郡諫早町 - 諫早市新設のため
    - 北高来郡小栗村 - 同上
    - 北高来郡小野村 - 同上
    - 北高来郡有喜村 - 同上
    - 北高来郡真津山村 - 同上
    - 北高来郡本野村 - 同上
    - 北高来郡長田村 - 同上
- 1941年（昭和16年）
  - 1月1日
    - 北松浦郡御厨村 - 北松浦郡新御厨町新設のため
    - 北松浦郡星鹿村 - 同上
- 1942年（昭和17年）
  - 2月11日
    - 東彼杵郡大村町 （1942年2月11日）大村市新設のため
    - 東彼杵郡福重村 - 同上
    - 東彼杵郡萱瀬村 - 同上
    - 東彼杵郡松原村 - 同上
    - 東彼杵郡鈴田村 - 同上
    - 東彼杵郡三浦村 - 同上

  - 5月27日
    - 東彼杵郡早岐町 - 佐世保市に編入のため
    - 北松浦郡大野町 - 同上
    - 北松浦郡皆瀬村 - 同上
    - 北松浦郡中里村 - 同上

## 1950年～1959年
- 1954年（昭和29年）
  - 4月1日
    - 北松浦郡黒島村 - 佐世保市に編入のため
    - 北松浦郡柚木村 - 同上
    - 北松浦郡（旧）志佐町 - 北松浦郡志佐町新設のため
    - 北松浦郡上志佐村 - 同上
    - 北松浦郡田平村 - 北松浦郡田平町新設のため
    - 北松浦郡南田平村 - 同上
    - 南松浦郡福江町 - 福江市新設のため
    - 南松浦郡奥浦村 - 同上
    - 南松浦郡崎山村 - 同上
    - 南松浦郡本山村 - 同上
    - 南松浦郡大浜村 - 同上
    - 南高来郡守山村 - 南高来郡吾妻村新設のため
    - 南高来郡山田村 - 同上
- 1955年（昭和30年）
  - 1月1日
    - 西彼杵郡深堀村 - 長崎市に編入のため
    - 西彼杵郡福田村 - 同上
    - 北松浦郡平戸町 - 平戸市新設のため
    - 北松浦郡中野村 - 同上
    - 北松浦郡獅子村 - 同上
    - 北松浦郡紐差村 - 同上
    - 北松浦郡中津良村 - 同上
    - 北松浦郡津吉村 - 同上
    - 北松浦郡志々伎村 - 同上
    - 上県郡豊崎町 - 上県郡上対馬町新設のため
    - 上県郡琴村 - 同上

  - 2月1日
    - 西彼杵郡日見村 - 長崎市に編入のため
    - 南高来郡（旧）小浜町 - 南高来郡小浜町新設のため
    - 南高来郡北串山村 - 同上

  - 2月11日
    - 西彼杵郡矢上村 - 西彼杵郡東長崎町新設のため
    - 北高来郡戸石村 - 同上
    - 北高来郡古賀村 - 同上
    - 西彼杵郡為石村 - 西彼杵郡三和町新設のため
    - 西彼杵郡川原村 - 同上
    - 西彼杵郡蚊焼村 - 同上
    - 西彼杵郡伊木力村 - 西彼杵郡多良見村新設のため
    - 西彼杵郡大草村 - 同上
    - 西彼杵郡喜々津村 - 同上
    - 西彼杵郡多以良村 - 西彼杵郡大瀬戸町新設のため
    - 西彼杵郡松島村 - 同上
    - 西彼杵郡瀬戸町 - 同上
    - 西彼杵郡雪浦村 - 同上
    - 西彼杵郡神浦村 - 西彼杵郡外海村新設のため
    - 西彼杵郡黒崎村 - 同上
    - 北高来郡江ノ浦村 - 北高来郡飯盛村新設のため
    - 北高来郡田結村 - 同上
    - 壱岐郡武生水町 - 壱岐郡郷ノ浦町新設のため
    - 壱岐郡渡良村 - 同上
    - 壱岐郡柳田村 - 同上
    - 壱岐郡沼津村 - 同上
    - 壱岐郡志原村 - 同上
    - 壱岐郡初山村 - 同上
    - 壱岐郡（旧）勝本町 - 壱岐郡勝本町新設のため
    - 壱岐郡鯨伏村 - 同上

  - 3月1日
    - 下県郡雞知町 - 下県郡美津島町新設のため
    - 下県郡船越村 - 同上

  - 3月20日
    - 下県郡仁位村 - 下県郡豊玉村新設のため
    - 下県郡奴加岳村 - 同上

  - 3月31日
    - 北松浦郡新御厨町 - 松浦市新設のため
    - 北松浦郡志佐町 - 同上
    - 北松浦郡調川町 - 同上

  - 4月1日
    - 西彼杵郡野母村 - 西彼杵郡野母崎町新設のため
    - 西彼杵郡脇岬村 - 同上
    - 西彼杵郡樺島村 - 同上
    - 西彼杵郡高浜村 - 同上
    - 西彼杵郡面高村 - 西彼杵郡西海村新設のため
    - 西彼杵郡七釜村 - 同上
    - 南高来郡三会村 - 島原市に編入のため
    - 南高来郡大三東村 - 南高来郡有明村新設のため
    - 南高来郡湯江村 - 同上
    - 東彼杵郡折尾瀬村 - 佐世保市に編入のため
    - 東彼杵郡江上村 - 同上
    - 東彼杵郡崎針尾村 - 同上
    - 北松浦郡平町 - 北松浦郡宇久町新設のため
    - 北松浦郡神浦村 - 同上
    - 壱岐郡田河町 - 壱岐郡芦辺町新設のため
    - 壱岐郡那賀村 - 同上

  - 4月15日
    - 北松浦郡今福町 - 松浦市に編入のため
    - 上県郡仁田村 - 上県郡上県町新設のため
    - 上県郡佐須奈村 - 同上
- 1956年（昭和31年）
  - 6月1日
    - 東彼杵郡上波佐見町 - 東彼杵郡波佐見町新設のため
    - 東彼杵郡下波佐見村 - 同上
    - 南松浦郡青方町 - 南松浦郡上五島町新設のため
    - 南松浦郡浜ノ浦村 - 同上

  - 9月1日
    - 西彼杵郡江島村 - 西彼杵郡崎戸町に編入のため
    - 西彼杵郡平島村 - 同上
    - 南高来郡多比良町 - 南高来郡国見町新設のため
    - 南高来郡土黒村 - 同上

  - 9月20日
    - 北高来郡湯江町 - 同上
    - 北高来郡深海村 - 同上
    - 北高来郡小江村 - 同上

  - 9月25日
    - 南高来郡大正村 - 南高来郡瑞穂村新設のため
    - 南高来郡西郷村 - 同上
    - 南松浦郡若松村 - 南松浦郡若松町新設のため
    - 南松浦郡日島村 - 同上

  - 9月30日
    - 南高来郡（旧）有家町 - 南高来郡有家町新設のため
    - 南高来郡堂崎村 - 同上
    - 南松浦郡魚目村 - 南松浦郡新魚目町新設のため
    - 南松浦郡北魚目村 - 同上
    - 壱岐郡箱崎村 - 壱岐郡芦辺町に編入のため
    - 下県郡（旧）厳原町 - 下県郡厳原町新設のため
    - 下県郡久田村 - 同上
    - 下県郡豆酘村 - 同上
    - 下県郡佐須村 - 同上
- 1957年（昭和32年）
  - 3月22日
    - 南高来郡神代村 - 南高来郡国見町に編入のため

  - 3月31日
    - 西彼杵郡（旧）西海町 - 西彼杵郡西海町新設のため
    - 西彼杵郡瀬川村 - 同上
    - 南松浦郡樺島村 - 福江市に編入のため

  - 11月1日 - 南松浦郡久賀島村 - 同上
- 1958年（昭和33年）
  - 8月1日
    - 東彼杵郡宮村 - 佐世保市に編入のため
- 1959年（昭和34年）
  - 1月15日
    - 西彼杵郡長浦村 - 西彼杵郡琴海村新設のため
    - 西彼杵郡村松村 - 分割し、西彼杵郡琴海村新設・時津町に編入のため

  - 5月1日
    - 東彼杵郡彼杵町 - 東彼杵郡東彼杵町新設のため
    - 東彼杵郡千綿村 - 同上

## 1960年～1969年
- 1961年（昭和36年）
  - 6月29日
    - 西彼杵郡亀岳村 - 西彼杵郡西彼村新設のため
    - 西彼杵郡大串村 - 同上
- 1962年（昭和37年）
  - 1月1日
    - 西彼杵郡茂木町 - 長崎市に編入のため
    - 西彼杵郡式見村 - 同上
- 1963年（昭和38年）
  - 4月20日
    - 西彼杵郡東長崎町 - 長崎市に編入のため

## 1970年～1979年
- 1973年（昭和48年）
  - 3月31日
    - 西彼杵郡三重村 - 長崎市に編入のため

## 1980年～1999年
この20年間に県内に廃止市町村なし

## 2000年～2009年
- 2004年（平成16年）
  - 3月1日
    - 壱岐郡郷ノ浦町 - 壱岐市新設のため
    - 壱岐郡勝本町 - 同上
    - 壱岐郡芦辺町 - 同上
    - 壱岐郡石田町 - 同上
    - 下県郡厳原町 - 対馬市新設のため
    - 下県郡美津島町  - 同上
    - 下県郡豊玉町  - 同上
    - 上県郡峰町  - 同上
    - 上県郡上県町  - 同上
    - 上県郡上対馬町  - 同上

  - 8月1日
    - 福江市 - 五島市新設のため
    - 南松浦郡富江町 - 同上
    - 南松浦郡玉之浦町 - 同上
    - 南松浦郡三井楽町 - 同上
    - 南松浦郡岐宿町 - 同上
    - 南松浦郡奈留町 - 同上
    - 南松浦郡若松町 - 南松浦郡新上五島町新設のため
    - 南松浦郡上五島町 - 同上
    - 南松浦郡新魚目町 - 同上
    - 南松浦郡有川町  - 同上
    - 南松浦郡奈良尾町  - 同上
- 2005年（平成17年）
  - 1月4日
    - 西彼杵郡香焼町 - 長崎市に編入のため
    - 西彼杵郡伊王島町  - 同上
    - 西彼杵郡高島町 - 同上
    - 西彼杵郡野母崎町 - 同上
    - 西彼杵郡三和町 - 同上
    - 西彼杵郡外海町 - 同上

  - 3月1日
    - 旧・諫早市 - 諫早市新設のため
    - 西彼杵郡多良見町 - 同上
    - 北高来郡森山町 - 同上
    - 北高来郡飯盛町 - 同上
    - 北高来郡高来町 - 同上
    - 北高来郡小長井町 - 同上

  - 4月1日
    - 西彼杵郡西彼町 - 西海市新設のため
    - 西彼杵郡西海町 - 同上
    - 西彼杵郡大島町 - 同上
    - 西彼杵郡崎戸町 - 同上
    - 西彼杵郡大瀬戸町  - 同上
    - 北松浦郡吉井町 - 佐世保市に編入のため
    - 北松浦郡世知原町 - 同上

  - 10月1日
    - 旧・平戸市 - 平戸市新設のため
    - 北松浦郡田平町 - 同上
    - 北松浦郡生月町 - 同上
    - 北松浦郡大島村 - 同上

  - 10月11日
    - 南高来郡国見町 - 雲仙市新設のため
    - 南高来郡瑞穂町 - 同上
    - 南高来郡吾妻町 - 同上
    - 南高来郡愛野町 - 同上
    - 南高来郡千々石町 - 同上
    - 南高来郡小浜町 - 同上
    - 南高来郡南串山町 - 同上
- 2006年（平成18年）
  - 1月1日
    - 南高来郡有明町 - 島原市に編入のため
    - 旧・松浦市 - 松浦市新設のため
    - 北松浦郡福島町 - 同上
    - 北松浦郡鷹島町 - 同上

  - 1月4日
    - 西彼杵郡琴海町 - 長崎市に編入のため

  - 3月31日
    - 南高来郡加津佐町 - 南島原市新設のため
    - 南高来郡口之津町 - 同上
    - 南高来郡南有馬町 - 同上
    - 南高来郡北有馬町 - 同上
    - 南高来郡西有家町 - 同上
    - 南高来郡有家町 - 同上
    - 南高来郡布津町 - 同上
    - 南高来郡深江町 - 同上
    - 北松浦郡宇久町 - 佐世保市に編入のため
    - 北松浦郡小佐々町 - 同上

## 2010年～
- 2010年（平成22年）
  - 3月31日
    - 北松浦郡江迎町 - 佐世保市に編入のため
    - 北松浦郡鹿町町 - 同上